# Золотистая щурка
Золоти́стая щу́рка (лат. Merops apiaster) — вид птиц из семейства щурковых (Meropidae).

## Таксономия и систематика
Золотистая щурка была впервые описана шведским натуралистом Карлом Линнеем в 1758 году в десятой редакции его работы «Система природы» под текущим биномиальным названием Merops apiaster. Название рода Merops происходит от древнегреческого слова, означающего «пчелоед», а apiaster — это латинское слово, также означающее «пчелоед», от apis, «пчела». Подвидов не выделяют.

## Описание
Вес 45–80 г, длина 23–30 см, размах крыльев 40–49 см. Это одна из самых ярко окрашенных птиц Европы. Её трудно перепутать с какой-либо другой птицей. Брюхо голубое, спина и задняя часть шеи — рыже-коричневые, крылья — смешанные из этих двух цветов. Над жёлтым подбородком находится чёрная полоска, ведущая от основания клюва к глазам. Характерен относительно длинный изогнутый клюв, а также удлинённые хвостовые перья у взрослых особей. Молодь, как правило, несколько бледнее и с более коротким хвостом.

## Распространение
Золотистая щурка гнездится в Европе, частично в Северной Америке и западной Азии. Перелётная птица, зимует в тропической Африке или Индии.

## Поведение
Золотистые щурки обычно живут колониями. Иногда селятся смешанными колониями с береговыми ласточками (Riparia riparia), сизоворонками (Coracias garrulus) и другими. Гнездятся в песчаных обрывах в более-менее открытой местности, главным образом в берегах рек, в обрывистых склонах оврагов, балок. Нередко поселяются вблизи деревень. Прилетают поздно небольшими стайками и сразу появляются у обрывов со старыми норками.
Большую часть дня птицы проводят в полёте, чередуя серии быстрых взмахов с планированием, нередко на большой высоте. Часто их можно наблюдать группами, сидящими на отдельно расположенных ветвях деревьев и проводах электропередач. Обладают хорошей способностью к полёту, на земле выглядят несколько неуверенно.
Щурки очень теплолюбивы, и если температура воздуха ниже +10°C, они почти не летают.

## Питание

Золотистая щурка отрыгивает шарик с непереваренными остатками

Золотистые щурки поедают насекомых, которых ловят на лету, проявляя себя как отличные летуны. Основная добыча — пчёлы, осы, шмели, а также летающие жуки, стрекозы и цикады. Пойманное насекомое птица бьёт о твёрдую поверхность и тщательно раздавливает, чтобы не быть ужаленной при проглатывании. Жалящим насекомым отрывают брюшко с жалом, а затем проглатывают. Описаны случаи успешной «рыбалки» щурок, когда они пикировали за мальками рыб, полностью скрываясь в воде, наподобие крачек. В желудках золотистых щурок находили не только летающих насекомых, но и жуков-плавунцов, ползающих насекомых и их личинок, а также наземных моллюсков, которых птицы подбирали с поверхности земли, навозных куч и с листьев.
Крылья и хитиновый панцирь насекомых позже изрыгаются в виде маленьких шариков, погадок. Среди пчеловодов эти птицы не очень популярны, так как могут наносить большой ущерб пчелиным колониям.

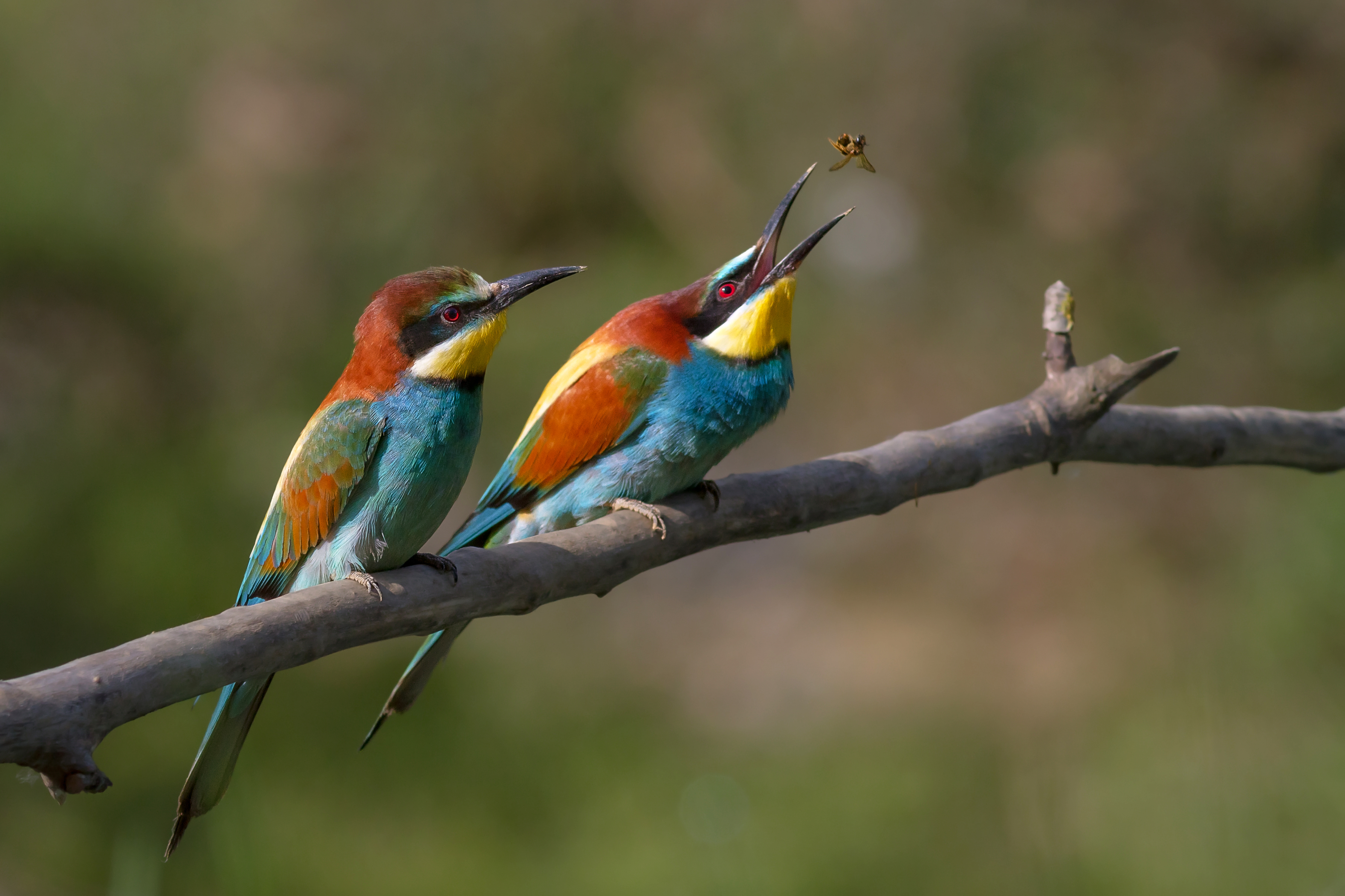
Самка (слева) ожидает, когда самец предложит ей добычу.
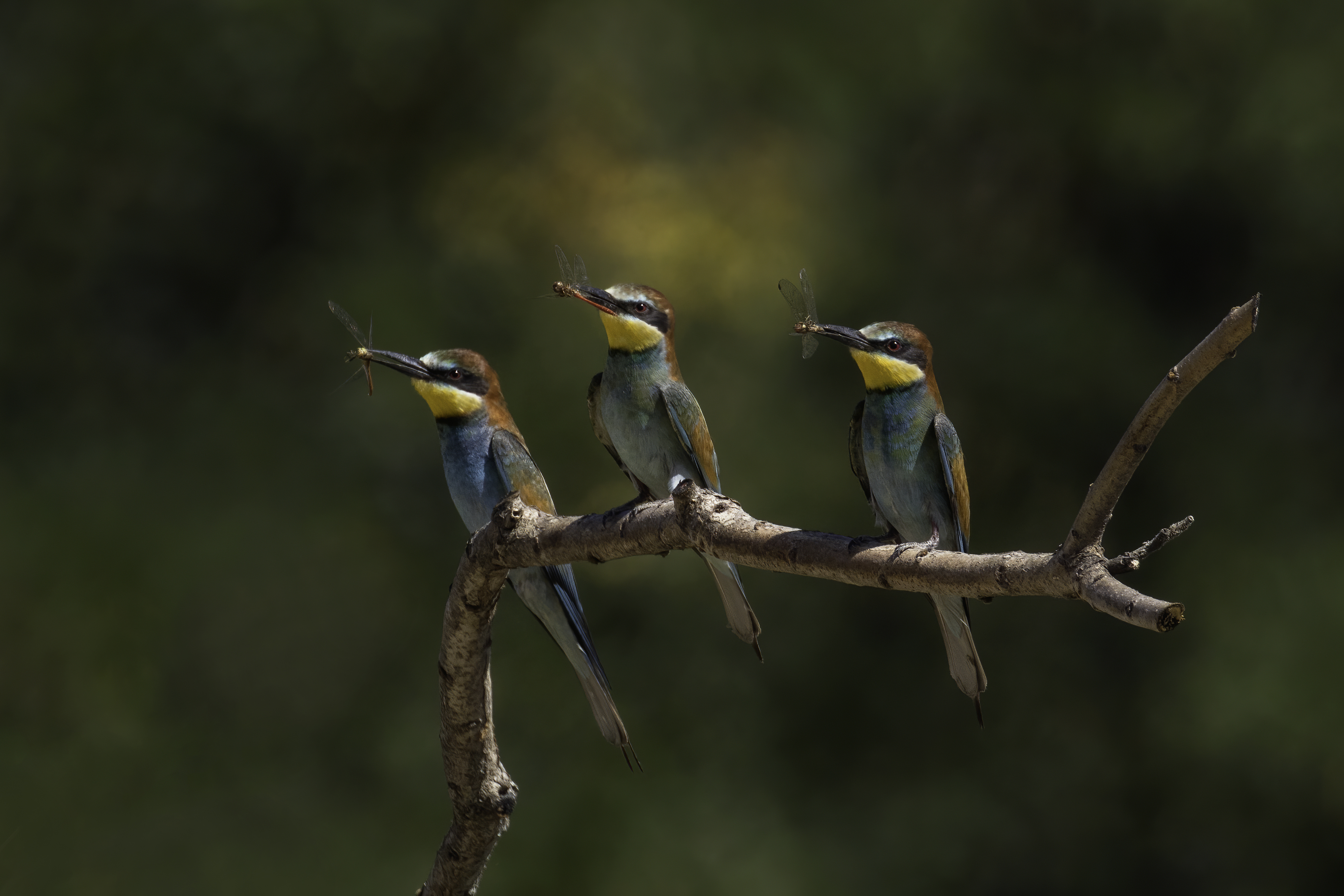
Каждая птица со стрекозой

## Размножение

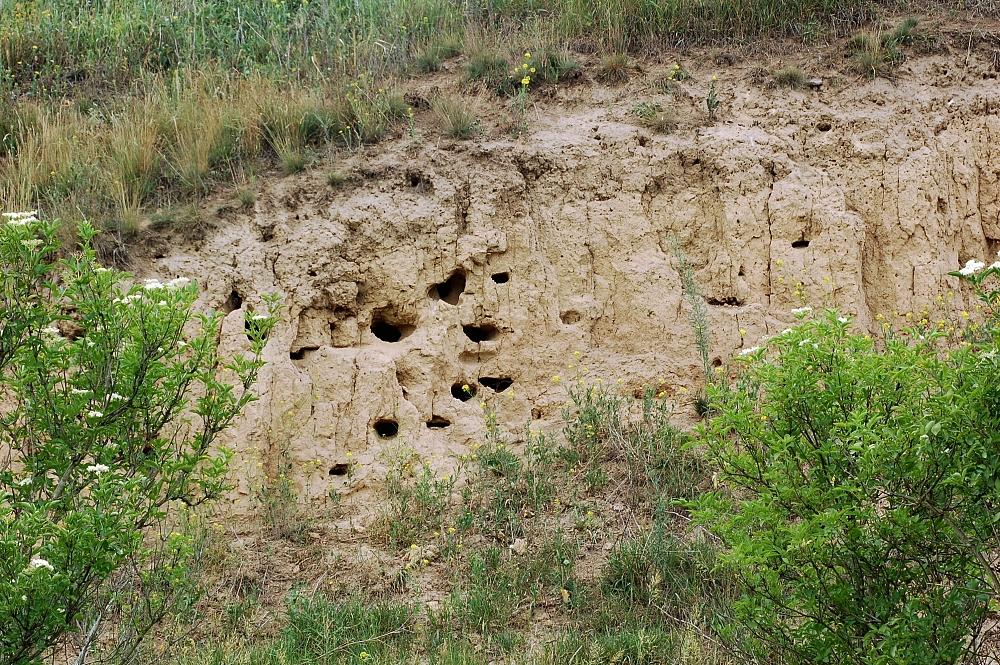
Колония золотистых щурок

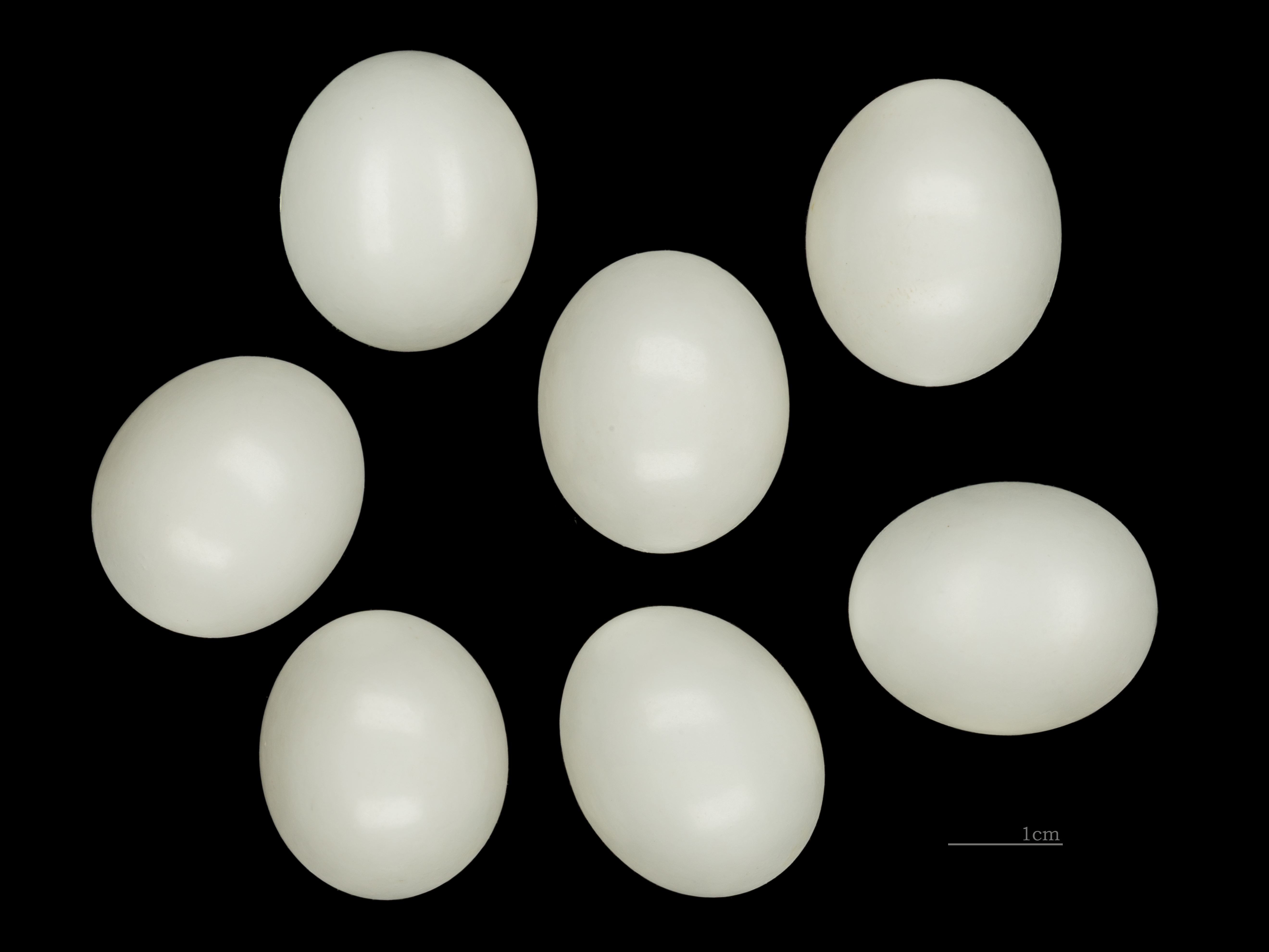
Merops apiaster — Тулузский музей

Начинают размножаться на первом году жизни. Пары, живущие в колонии, строят свои пещерки довольно близко друг от друга в одной и той же отвесной стене. Тем не менее, наблюдаются и отдельные гнездящиеся пары, особенно на границах области распространения. Такие начальные поселения либо скоро увеличиваются до размера колоний, либо скоро вновь исчезают.
Земляные пещерки птицы роют сами в крутых глиняных или песчаных стенах оврагов, при случае в ровной земле. Копательные работы длятся две-три недели. Длина пещер в большинстве случаев от 1 до 1,5 м, иногда до 2,7 м, диаметр от 4 до 5 см. Входное отверстие от 8 до 10 см. В конце норы находится круглое расширенное пространство, гнездовая камера, в котором выводится потомство. Наряду с населёнными пещерками, которые находятся на расстоянии всего в несколько метров друг от друга, часто встречаются и незавершённые проходы.
Период гнездования (единственного в году) начинается в середине мая. Непосредственно насиживание яиц длится три недели, а гнездование в целом, включая кормление птенцов, — до конца июля. В насиживании принимают участие оба родителя, однако самец в меньшей степени. Кладка состоит из 4–10 (чаще 6–7) почти круглых, белых и блестящих яиц, которые откладываются прямо на пол пещерки. 
Насиживают поочерёдно обе птицы, самец не только подменяет, но и кормит самку. Длительность насиживания 18–20 дней. Зарегистрированы случаи кооперативного выращивания птенцов, когда пара птиц, которая потеряла кладку, помогала выкармливать птенцов другой пары.
На полу пещерки в течение пребывания в ней семейства постепенно накапливается целый слой из остатков насекомых, экскрементов и прочего мусора. Вылупившиеся птенцы поначалу голые с розовой кожей. Клюв серого цвета с очень тонкими желтоватыми утолщениями по краям. Птенцы опекаются родителями на протяжении 20—30 дней в родовой пещерке, а также некоторое время после её покидания. За сезон бывает только один выводок, но если кладка гибнет, то гнездятся повторно.

## Золотистые щурки и человек
Второе название золотистых щурок —«пчелоедки», связано с тем, что во время и после затяжных дождей начинают интенсивно охотиться на пчёл и могут разорять целые пасеки.

## Галерея

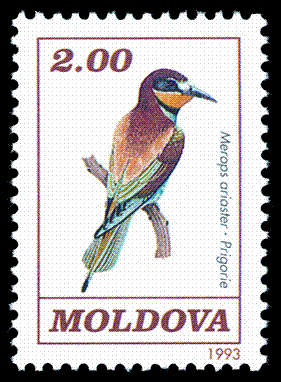
Золотистая щурка на марке Молдавии
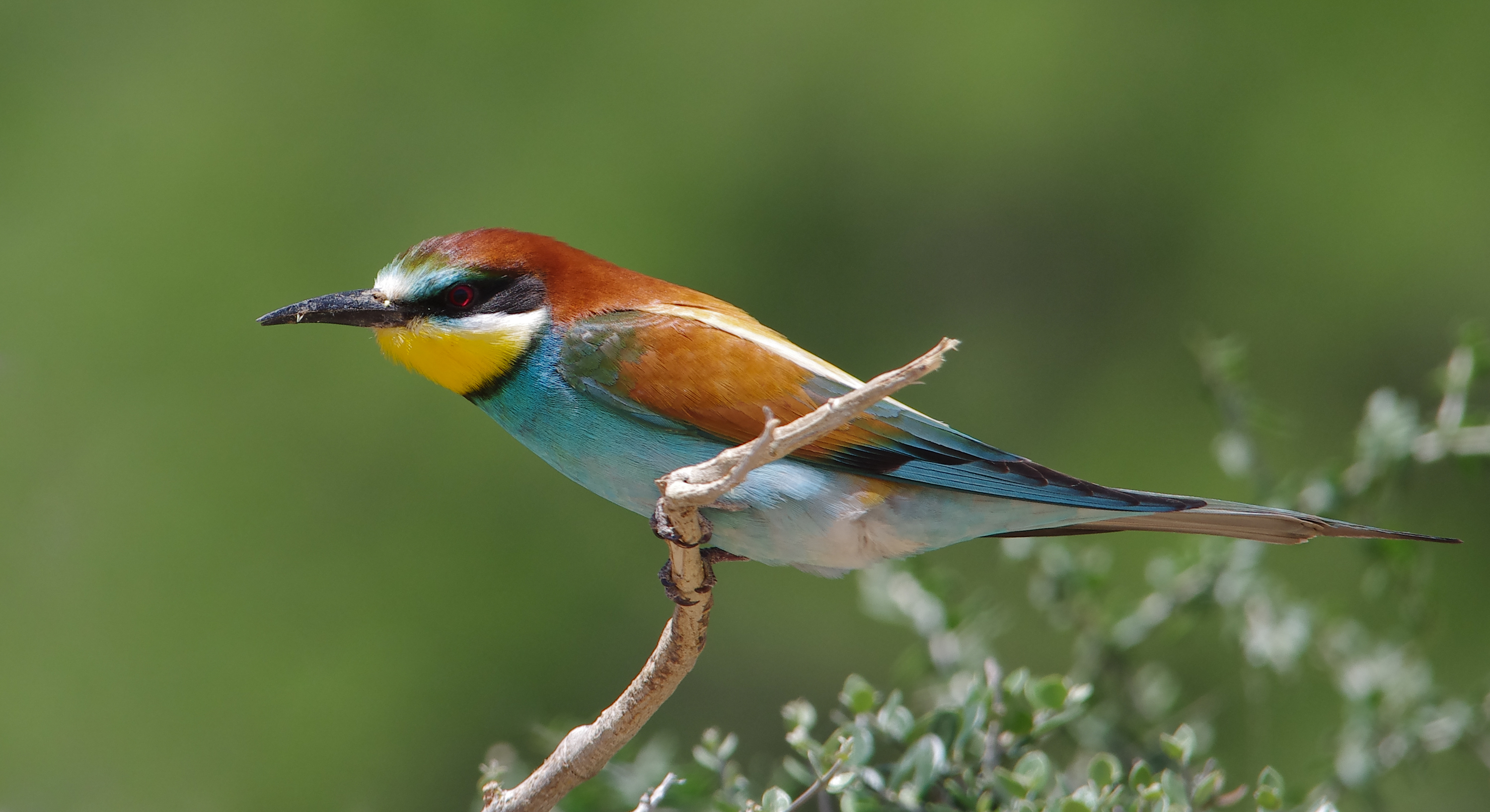
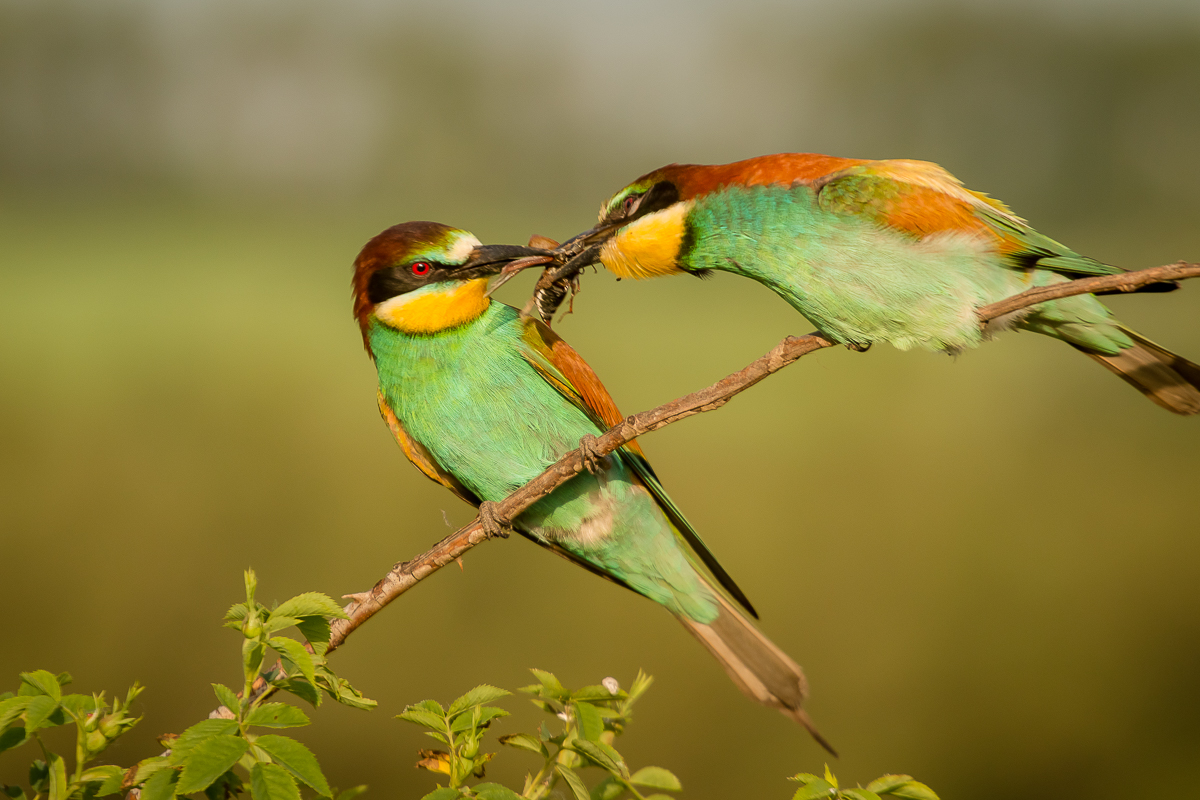
Самец передаёт угощение самке